# Українська технічна газета
«Українська технічна газета» — щотижнева газета, висвітлює досягнення, актуальні питання та проблеми промисловості, науки і техніки.
Ключова тематика — модернізація виробництва та організація бізнес-процесів на основі сучасних технологій, новітні наукові розробки.
Місія «УТГ» — створити комунікаційну платформу для представників суміжних секторів ринку, надаючи їм можливість ухвалити рішення про співпрацю, знайти спільні цілі та напрямки діяльності.
Виходить накладом 20 тис. примірників, з яких третина — українською, а дві третини російською мовою.
Іван Спасокукоцький — в.о. головного редактора
Передплатні індекси: 99340 (рус.), 99309 (укр.), виходить щовівторка
Свідоцтво про реєстрацію № КВ12993-1877Р от 20.08.2007 р.
Засновник: колектив редакції «УТГ»